# Amazing Stories Quarterly
Pour les articles homonymes, voir Amazing Stories (homonymie).
Ne doit pas être confondu avec Amazing Stories ou Amazing Science Stories.
Amazing Stories Quarterly est un magazine de science-fiction américain publié lancé en janvier 1928 par Hugo Gernsback à travers sa maison d'édition Experimenter Publishing.
Le magazine vient compléter la publication mensuelle d'Amazing Stories. Dès 1929, Gernsback perd le contrôle du magazine et doit se déclarer en faillite. Son associé, T. O'Conor Sloane, prend alors le contrôle total du magazine. Malgré les efforts, les ventes du magazine diminuent et les publications deviennent irrégulières à partir de 1932. La publication du pulp est interrompue à partir de l'automne 1934.

## Origines
Au début du XXe siècle, l'apparition d'Amazing Stories, le premier pulp de science-fiction signe l'arrivée d'un nouveau genre. Le succès est tel que Gernsback, alors en charge, publie Amazing Stories Annual un numéro annuel deux fois plus long que le magazine mensuel. Le premier numéro est vite épuisé, ce qui l'incite à lancer une version trimestrielle, Amazing Stories Quarterly. Le premier numéro, daté de l'hiver 1928, paraît le 5 janvier de cette année-là.

## Histoire éditoriale
| | Hiver | Printemps | Été | Automne | Hiver |
| --- | ----- | --------- | --- | ------- | ----- |
| 1928 | 1/1   | 1/2       | 1/3 | 1/4     |       |
| 1929 | 2/1   | 2/2       | 2/3 | 2/4     |       |
| 1930 | 3/1   | 3/2       | 3/3 | 3/4     |       |
| 1931 |       | 4/1       | 4/2 | 4/3     | 4/4   |
| 1932 | 5/1   | 5/2       | 5/2 | 5/3     | 5/3   |
| 1933 |       | 6/4       | 6/4 |         | 7/1   |
| 1934 |       |           |     | 7/2     |       |
| Les numéros d'Amazing Stories Quarterly avec le numéro de volume et de publication.- Gernsback - Sloane |       |           |     |         |       |

Gernsback décide de publier un roman dans chaque numéro en plus des nouvelles. Dans les premiers jours du magazines, seules deux histoires sont des réimpressions, The Sleeper Awakes de H. G. Wells dans le premier numéro et Ralph 124C 41+ de Gernsback lui-même dans le numéro d'hiver 1929. Toutes les autres histoires sont originales.
Tout comme Amazing Stories le magazine est au format bedsheet (216 × 298 mm). Il est relativement épais puisqu'il contient 144 pages, si ce n'est pour les deux derniers numéros qui en contiennent 128. Ceux-ci sont en réalité remplis de réimpressions des premiers numéros et d'Amazing Stories.
Gernsback peine à payer ses auteurs et rembourser ses dettes à cause de l'étendue de ses investissements. En 1929, la maison d'édition Experimenter Publishing fait faillite et le magazine est vendu par l'administrateur judiciaire Irving Trust à Bergan A. Mackinnon en même temps qu'Amazing Stories. T. O'Conor Sloane, qui travaille sur les deux magazines, prend alors la relève en tant que rédacteur en chef.
Seul le numéro d'été 1929 est publié sous le nom d'Irving. Les quatre numéros suivants sont publiés à nouveau sous le nom d'Experimenter Publishing puis les quatre d'après par Radio-Science Publications. Finalement, les huit derniers numéros sont publiés sous le nom de Teck Publishing. Pendant cette période, le magazine commence à nouveau à souffrir de problèmes financiers. Ainsi, dès 1932, le calendrier trimestriel devient irrégulier. Seul le dernier numéro est réédité au Canada. Celui-ci est daté de l'automne 1934, bien que la décision d'interrompre la publication ne soit prise que quelque temps plus tard puisqu'un commentaire éditorial dans le numéro de mai 1935 d'Amazing Stories mentionne que d'autres numéros pourraient encore apparaître,.
On notera que 27 autres numéros sortis sous le nom d'Amazing Stories Quarterly paraissent de 1940 à 1943 et de 1949 à 1951. Cependant, il s'agit de réédition d'anciens numéros d'Amazing Stories.

## Contenu et accueil

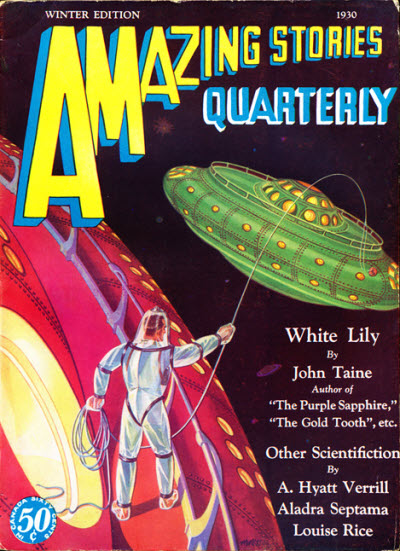
Le numéro d'hiver 1930 d'Amazing Stories Quarterly.

Les numéros du pulps comprennent notamment des histoires d'Edmond Hamilton, de Stanton A. Coblentz, de David H.Keller et Clare Winger Harris, l'une des premières femmes écrivains. de science-fiction.
Gernsback dédie une section au courrier des lecteurs et lance un concours d'écriture auprès de ceux-ci; le premier prix est décerné à Jack Williamson qui deviendra un écrivain de science-fiction prospère. Gernsback engage encore davantage sa communauté avec des rubriques consacrées aux critiques de livres, à des quiz scientifiques et à l'actualité scientifique. Sous la direction de Sloane, la plupart de ces rubriques disparaissent.
Selon Milton Wolf et Mike Ashley, Sloane publie les meilleures histoires du magazine au cours de ses deux premières années en tant que rédacteur en chef. Ils citent Paradox de Charles Cloukey, The Bridge of Light d'Alpheus Hyatt Verrill, The Birth of a New Republic de Miles J. Breuer et Jack Williamson, et White Lily d'Eric Temple Bell sous le pseudonyme de John Taine.
Par la suite, Wolf et Ashley décrivent le contenu du magazine comme étant de basse qualité si bien que seule une douzaine d'histoires soit digne d'être lue dans les normes de l'époque. Sur ce point, Bleiler rejoint Wolf et Ashley pour dire que la qualité du magazine a décliné avec le temps. Il considère que seuls trois auteurs, Coblentz, Taine et Breuer, ont écrit des fictions particulièrement originales bien qu'elles fussent mal adaptées au format du magazine qui se veut grand public.